# Torrejón City
Torrejón City es una película española de género western con tintes de comedia estrenada en 1962, dirigida por León Klimovsky y protagonizada en el papel principal por Tony Leblanc. Fue rodada en los decorados Golden City en el municipio madrileño de Hoyo de Manzanares.

## Sinopsis
Un forastero llega a un pueblo del Oeste llamado Torrejón City. En el pueblo todos le confunden con el malvado bandido Tim el Malo, así que entre todos traman un plan para lincharlo, pero en ese momento descubren su equivocación y deciden nombrarlo sheriff. Resulta que Tom el Bueno, que así se llama el forastero, es primo de Tim el Malo y físicamente se parecen enormemente.

## Reparto
- Tony Leblanc - Tom Rodríguez 'El Bueno' / Tim Rod 'El Malo'
- May Heatherly - Ruth
- Antonio Garisa - Tío Sam
- Beni Deus - Doug
- Venancio Muro - Fiscal
- Paco Morán - Mac (propietario del saloon)
- Mara Laso - Peggy
- Mary Begoña - Prostituta
- Xan das Bolas - Ojo de Halcón
- Luis Sánchez Polack - Funerario
- José Álvarez Canalejas - Mejicano
- José Luis Zalde - Banquero
- Agustín Bescós - Ferroviario
- Álvaro de Luna - Pelea en saloon